# Landleben (Verga)

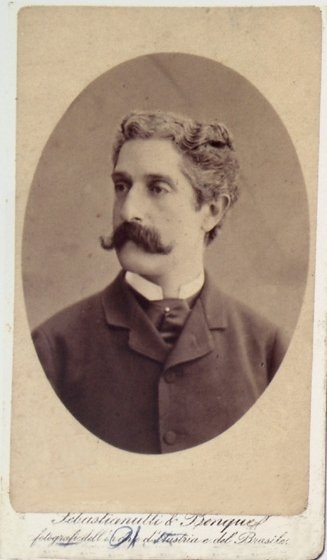
Giovanni Verga

Landleben (Originaltitel italienisch Vita dei  campi) ist eine 1880 erstmals in Buchform veröffentlichte Novellensammlung des italienischen Schriftstellers Giovanni Verga.

## Entstehungsgeschichte
Der aus wohlhabender Familie stammende Giovanni Verga (1840–1922) gilt als einer der bedeutendsten Vertreter des Verismus in Italien. Er ist in Sizilien geboren und aufgewachsen und übersiedelte 1872 nach Mailand, wo er auch die betreffenden Novellen schrieb. Sie erschienen zuerst in Zeitschriften und 1880 unter dem Titel Vita dei campi gesammelt in Buchform.
Nahezu zeitgleich entstand der themenverwandte Roman Die Malavoglia, begonnen 1878 und erschienen 1881. Im darauf folgenden zweiten Novellenband Auf den Straßen (Per le vie, 1883) vollzog Verga einen Schauplatzwechsel nach Mailand.

## Inhalt
In acht Novellen schildert Verga mit „fast trostlosem Pessimismus“ das Leben der einfachen Leute seiner Heimat: Die gefahrenvolle Arbeit der Fischer, deren Haut härter ist „als das Brot, das sie essen, wenn sie welches zu essen haben“, die Einsamkeit eines Hirtenjungen, „einer von denen, die nirgends hingehören“, Morde aus Eifersucht und die Schikanen „ohne Grund und ohne Erbarmen“ in einem sizilianischen Steinbruch.
- Träumerei  (Fantasticheria) erstmals erschienen 1879
- Der Hirte Jeli (Jeli il pastore), erstmals erschienen im Februar 1880
- Der Rotfuchs (Rosso Malpelo), 1878
- Dörfliche Ehre (Cavalleria rusticana), März 1880
- Die Wölfin (La Lupa), Februar 1880
- Gramignas Geliebte (L'Amante di Gramigna), Februar 1880
- Krieg der Heiligen (Guerra di Santi), Mai 1880
- Wackeltopf (Pentolaccia), Juli 1880

## Rezeption
- Eine Bühnenfassung der Novelle Cavalleria rusticana wurde 1884 mit Eleonora Duse in der Rolle der Santa in Turin uraufgeführt.[7]
- Pietro Mascagni verarbeitete den Stoff zur einaktigen Oper Cavalleria rusticana, deren Uraufführung 1890 in Rom stattfand.
- Der französische Romancier und Naturalist Émile Zola lernte Giovanni Verga 1894 in Rom kennen und meinte danach: „Ich habe gehört, daß er ein sehr bedeutender Schriftsteller ist [...] Aber er hat keine sehr klaren Theorien.“[8]

## Ausgaben
- Giovanni Verga: Landleben. Sizilianische Novellen. Aus dem Italienischen übersetzt und mit einem Nachwort von Dorothea Zeisel. Reclam, Stuttgart 2013, ISBN 978-3-15-002014-2.